# Léon van Bon
Léon van Bon (n. 28 ianuarie 1972, Asperen⁠(d), Lingewaal, Gelderland, Țările de Jos) este un ciclist olandez, medaliat olimpic. A participat la 2 ediții ale Jocurilor Olimpice (1992, 2000) în care a câștigat o medalie de argint.